# Jungle (gruppo musicale)
I Jungle sono un gruppo musicale inglese. La loro musica è un "funk midtempo stile anni settanta" in cui fanno capolino "percussioni tropicali, rumori della fauna selvatica, guaiti in falsetto, colate psichedeliche e bassi".

## Storia

### Origini
I Jungle vennero fondati nel 2013 da Tom McFarland e Josh Lloyd-Watson, due musicisti di Shepherd's Bush, a Londra, che sono amici da quando avevano nove anni di età. Sin dalle sue origini, i due si pongono come obiettivo quello di focalizzare la loro attenzione sugli aspetti audiovisivi e artistici del progetto e non sull'identità dei musicisti del collettivo (per rimanere il più possibile nell'anonimato, McFarland e Lloyd-Watson si sono infatti soprannominati "T" e "J"). Secondo i due, i Jungle sarebbero nati dal desiderio di "un autentico e onesto legame di amicizia. Si tratta di essere all'interno di un collettivo legato da uno spirito di squadra". Nel 2014, il collettivo si espanse a sette membri.

### Carriera
I Jungle pubblicarono il loro singolo The Heat il 21 ottobre 2013 per la Chess Club Records. Nel dicembre 2013, la band inglese venne candidata ai premi Sound of... della BBC. Nel marzo 2014, il gruppo suonò all'evento texano South by Southwest. Nel giugno 2014, i Jungle fecero un'apparizione al Jimmy Kimmel Live! e al Glastonbury Festival. I Jungle pubblicarono l'omonimo album d'esordio per la XL Recordings il 14 luglio 2014 e, per celebrare l'uscita del disco, la band tenne un concerto sul tetto di un edificio di Peckham. Nel mese di settembre 2014, Jungle venne selezionato per il Premio Mercury.
Sempre nel 2014 è uscito il loro singolo di maggior successo, Busy Earnin, utilizzato nel videogioco FIFA 15
L'8 maggio 2018, i Jungle pubblicarono due nuovi singoli, House in L.A. e Happy Man. Nel mese di settembre dello stesso anno uscì il secondo album For Ever. Nel 2021 pubblicarono il nuovo album Loving in Stereo.
Nel 2023 pubblicarono un nuovo album dal grande successo, Volcano. Nel 2024 uscì il nuovo singolo Let's go Back.

## Formazione
- L Josh Lloyd-Watson
- Tom McFarland

## Discografia

### Album in studio
- 2014 – Jungle
- 2018 – For Ever
- 2021 – Loving in Stereo
- 2023 – Volcano

### Singoli
- 2013 – Platoon
- 2014 – Busy Earnin'
- 2014 – Time
- 2014 – The Heat
- 2018 – Happy Man
- 2018 – House in LA
- 2018 – Heavy, California
- 2018 – Cherry
- 2019 – Casio
- 2023 – Back on 74
- 2024 - Let's go Back

## Riconoscimenti
- BRIT Awards
  - 2024 – Gruppo britannico dell'anno